# 工具理性
工具理性（德語：Zweckrationalität）為社會學家馬克斯·韋伯提出的概念，與價值理性（value rationality）相對。又叫做「效率理性」、「功用理性」、「技术理性」、「科学理性」，指的是通过理性的途径确认工具或者手段的有用性，为达到事物的最大功效，以及实现人的某种功利目的而服务。工具理性是通过精确计算功利的方法以最有效达至目的的理性，是一种以工具崇拜和技术主义为生存目标的价值观。